# Blond Ambition Tour
Tournées par Madonna
Who's That Girl Tour
(1987) The Girlie Show
(1993)

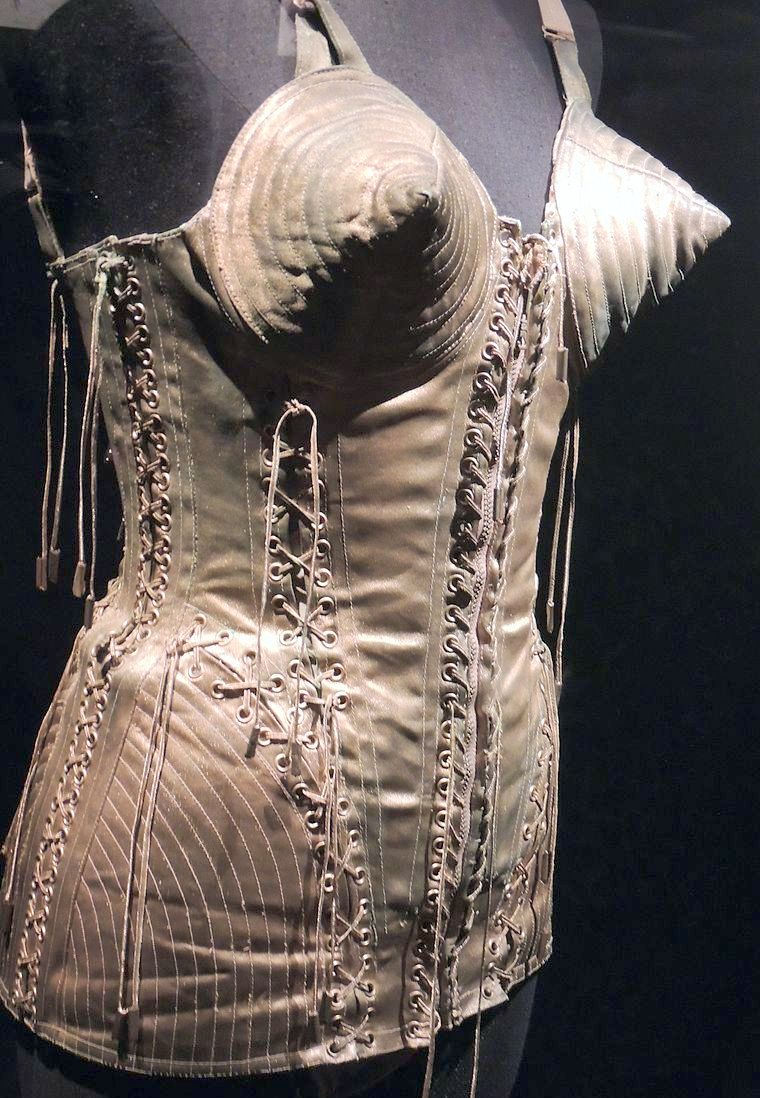
Le couturier Jean-Paul Gaultier a confectionné six tenues pour la tournée de la chanteuse, dont le très remarqué body-corset de satin saumon, tressé et surpiqué, à bonnets pointus.

Le Blond Ambition Tour est la troisième tournée (deuxième tournée mondiale) de la chanteuse américaine Madonna.

## Histoire
L'accueil critique et commercial de Like a Prayer a clairement indiqué que Madonna avait atteint un niveau supérieur à celui qu'elle avait quand elle était une superstar (sic) de la musique pop. Les critiques sérieux étaient désormais de son côté et elle avait la possibilité, non seulement de vendre des millions de disques, mais aussi d'avoir un impact culturel durable. De ce fait, le Blond Ambition Tour célébra la première vague de l'énorme succès commercial de Madonna.
Les tournée The Virgin Tour et Who's That Girl Tour étaient d'énormes entreprises, mais elles se déroulaient comme des concerts de stades traditionnels. Le nouveau spectacle de Madonna avait cette fois un thème : l'orchestre, l'élément central d'un concert en stade, serait repoussé à la marge pour permettre à Madonna et ses danseurs de créer un spectacle de référence aux films Metropolis de Fritz Lang et Orange mécanique de Stanley Kubrick.
Madonna commença à rassembler ses idées et des concepts pour la tournée à partir de septembre 1989. Elle contrôlait tout, déterminant les embauches et les licenciements. Son frère Christopher Ciccone prit le rôle de directeur artistique, tandis que Petterson Vince s'occupait de la chorégraphie.
Les répétitions commencèrent en janvier 1990 au studio Disney de Los Angeles. Madonna ne laissait rien au hasard: en tout elle sera accompagnée pour cette tournée d'environ un millier de personnes. Musicalement, ce sera sa première tournée sans Patrick Leonard.

## Liste de titres

### Act 1: Metropolis
- Express Yourself (contient un extrait de Everybody)
- Open Your Heart
- Causing a Commotion
- Where's The Party

### Act 2: Religious
- Like A Virgin
- Like A Prayer (contient des éléments de Act of Contrition)
- Live to Tell / Oh Father
- Papa Don't Preach

### Act 3: Dick Tracy
- Sooner or Later
- Hanky Panky
- Now I'm Following You

### Act 4: Art Deco
- Material Girl
- Cherish
- Into The Groove (contient des éléments de Ain't Nobody Better)
- Vogue

### Encore
- Holiday (contient des éléments de Do the Bus Stop)
- Keep It Together (contient des éléments de Family Affair)

## Description du concert
Le concert contient quatre tableaux.
Le premier est Metropolis, inspiré directement du film de Fritz Lang. Le décor est repris du vidéoclip Express Yourself avec un grand escalier amovible et, en arrière-plan, une imposante salle des machines. Le concert commence sur les notes de Everybody et Madonna apparaît en haut de l'escalier, dominant sept danseurs. Elle accueille systématiquement l'audience à chaque représentation et demande au public s'il croit à l'amour avant d'entamer Express Yourself et Open Your Heart accompagnée d'une chorégraphie sur une chaise. Ensuite une querelle avec ses deux choristes amène l'interprétation de Causing a Commotion et de Where's the Party.
Le deuxième tableau, qui explore le thème religieux, commence par Like a Virgin, sur une musique orientale. Madonna apparaît dans une guêpière or sur un lit rouge et simule une masturbation, interrompue par sa propre voix disant God (Dieu). Par la suite, elle endosse un manteau noir et se retrouve dans une réplique d'église où des cierges brûlent et interprète Like a Prayer, Live to Tell, Oh Father et Papa Don't Preach suivi par un intermède aux violons.
Le troisième tableau est un triptyque Dick Tracy-Art déco-cinéma. Madonna émerge de la scène, couchée sur un piano à queue noir et chante Sooner or Later, ensuite Hanky Panky et Now I'm Following You avec un sosie de Dick Tracy. Après un intermède style cancan masculin.
Le quatrième tableau où elle revient en Material Girl, interprète Cherish avec une harpe et hommes-sirènes. Elle met en garde sur les rapports sexuels non protégés avec Into the Groove et termine le tableau sur Vogue, avec en arrière-plan les œuvres de Tamara de Lempicka (comme pour l'ouverture du Who's That Girl Tour).
Il y a deux rappels, Holiday et Keep it Together (inspiré par Bob Fosse) accompagnée d'une autre chorégraphie avec des chaises.
Madonna toute transportée, donnera une explication de l'ampleur de son concept à Glenn O'Brien du magazine Interview : « J'ai crée cinq mondes différents et l'ensemble est entièrement basée sur l'hydraulique. Un descend et un autre arrive. Le Monde Change complètement . Je pense que c'est plus une comédie musicale qu'un concert rock. »

## La scène

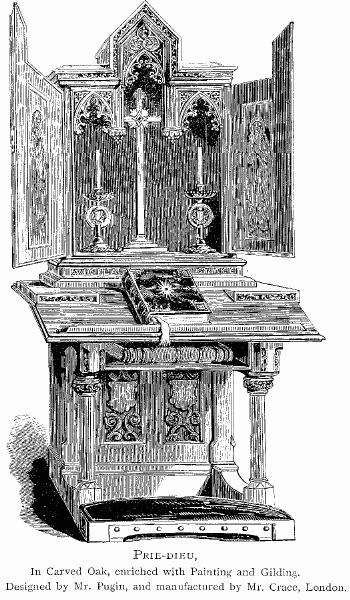
Un prie-Dieu.

Lors du premier tableau, l'arrière-scène est une imposante salle des machines où les danseurs déambulent et actionnent des leviers, elle est constituée de rouages mobiles et d'une plate-forme d'où descend un escalier amovible, le fond disparait dès le second titre. Ensuite pour le deuxième tableau, la scène ne contient qu'un grand lit rouge devant un rideau, qui cache le second décor, formé de six colonnes corinthiennes, la réplique d'église contient trois chandeliers, un vitrail et un prie-Dieu (voir illustration), pour le dernier tableau, il y a utilisation d'un élévateur sous la scène pour Sooner or Later, Cherish, Vogue et Keep It Together, l'arrière-scène est formée de deux grands escaliers tournant ainsi que deux piliers Art déco.
" Il y avait le plateau très dure et métallique prévu pour la dance music lourde, et une autre qu'elle décrivit comme " les ruines du temples...avec toutes ces colonnes, pleinde bougies votives et une croix." dit Madonna au magazine Interview.

## Équipe musicale

### Artiste principal
- Madonna : chanteuse, danseuse et directeur artistique

### Choristes
- Niki Harris et Donna De Lory chantaient et dansaient encore une fois avec Madonna.

### Danseurs
Une grande partie du spectacle vint de la troupe de danseurs, qui partageront de nouveau la scène centrale et seront avec Madonna, les principales personnes présentes dans le documentaire In Bed with Madonna.
- Luis Camacho
- Oliver Crumes
- Slam (Salim Gauwloos)
- Jose Gutierez
- Kevin A. Stea
- Gabriel Trupin
- Carlton Wilborn

### Groupe
Jai Winding qui prit la direction musicale était au clavier, soutenu par Kevin Kendrick et Mike McKinght;Darryl Jones, qui jouera ensuite avec les Rolling Stones, était à la basse ; Carlos Rios et David Williams jouaient de la guitare, avec Jonathan Moffett à la batterie et Luis Conte aux percussions.

## Techniciens et postproduction
| - Direction : Christopher Ciccone et Madonna - Chorégraphie et coproduction : Vince Paterson - Directeur Artistique : Christopher Ciccone - Directeur musical : Jai Winding - Costumes : Jean Paul Gaultier - Costumes additionnels : Marlene Stewart - Personal Management : Freddy DeMann - Tour Manager : John Draper - Production Manager : Chris Lamb, GLS Productions - Road Manager : Mike Grizel | - Set Designer : John McGraw - Designer Lumières : Peter Morse - Assistant de Madonna : Melissa Crow - Manager garde-robe : Christopher Ciccone - Maquillages et coiffures : Joanne Grier - Masseur : Julie Chertow - Entraîneur Fitness de Madonna : Robert Parr - Ambiance : Pamela Gatell - Publicité : Liz Rosenberg and Warner Bros. Records New York - Sécurité : Clay Tave |

## Première partie
- Technotronic

## Dates et lieux des concerts
| Asie             |                 |             |                                  |
| Date             | Ville           | Pays        | Lieu                             |
| 13 avril 1990    | Tokyo           | Japon       | Chiba Marine Stadium             |
| 14 avril 1990    | Tokyo           | Japon       | Chiba Marine Stadium             |
| 15 avril 1990    | Tokyo           | Japon       | Chiba Marine Stadium             |
| 20 avril 1990    | Osaka           | Japon       | Nishinomya Stadium               |
| 21 avril 1990    | Osaka           | Japon       | Nishinomya Stadium               |
| 22 avril 1990    | Osaka           | Japon       | Nishinomya Stadium               |
| 25 avril 1990    | Yokohama        | Japon       | Yokohama Stadium                 |
| 26 avril 1990    | Yokohama        | Japon       | Yokohama Stadium                 |
| 27 avril 1990    | Yokohama        | Japon       | Yokohama Stadium                 |
| Amérique du Nord |                 |             |                                  |
| Date             | Ville           | Pays        | Lieu                             |
| 4 mai 1990       | Houston         | États-Unis  | The Summit                       |
| 5 mai 1990       | Houston         | États-Unis  | The Summit                       |
| 7 mai 1990       | Dallas          | États-Unis  | Reunion Arena                    |
| 8 mai 1990       | Dallas          | États-Unis  | Reunion Arena                    |
| 11 mai 1990      | Los Angeles     | États-Unis  | LA Sports Arena                  |
| 12 mai 1990      | Los Angeles     | États-Unis  | LA Sports Arena                  |
| 13 mai 1990      | Los Angeles     | États-Unis  | LA Sports Arena                  |
| 15 mai 1990      | Los Angeles     | États-Unis  | LA Sports Arena                  |
| 16 mai 1990      | Los Angeles     | États-Unis  | LA Sports Arena                  |
| 18 mai 1990      | Oakland         | États-Unis  | Oakland Coliseum                 |
| 19 mai 1990      | Oakland         | États-Unis  | Oakland Coliseum                 |
| 20 mai 1990      | Oakland         | États-Unis  | Oakland Coliseum                 |
| 23 mai 1990      | Chicago         | États-Unis  | Rosemont Horizon                 |
| 24 mai 1990      | Chicago         | États-Unis  | Rosemont Horizon                 |
| 27 mai 1990      | Toronto         | Canada      | Centre Rogers                    |
| 28 mai 1990      | Toronto         | Canada      | Centre Rogers                    |
| 29 mai 1990      | Toronto         | Canada      | Centre Rogers                    |
| 31 mai 1990      | Auburn Hills    | États-Unis  | The Palace                       |
| 1er juin 1990    | Auburn Hills    | États-Unis  | The Palace                       |
| 4 juin 1990      | Worcester       | États-Unis  | The Centrum                      |
| 5 juin 1990      | Worcester       | États-Unis  | The Centrum                      |
| 8 juin 1990      | Landover        | États-Unis  | Capital Center                   |
| 9 juin 1990      | Landover        | États-Unis  | Capital Center                   |
| 11 juin 1990     | Uniondale       | États-Unis  | Nassau Coliseum                  |
| 12 juin 1990     | Uniondale       | États-Unis  | Nassau Coliseum                  |
| 13 juin 1990     | Uniondale       | États-Unis  | Nassau Coliseum                  |
| 16 juin 1990     | Philadelphie    | États-Unis  | The Spectrum                     |
| 17 juin 1990     | Philadelphie    | États-Unis  | The Spectrum                     |
| 20 juin 1990     | East Rutherford | États-Unis  | Brendan Byrne Arena              |
| 21 juin 1990     | East Rutherford | États-Unis  | Brendan Byrne Arena              |
| 24 juin 1990     | East Rutherford | États-Unis  | Brendan Byrne Arena              |
| 25 juin 1990     | East Rutherford | États-Unis  | Brendan Byrne Arena              |
| Europe           |                 |             |                                  |
| Date             | Ville           | Pays        | Lieu                             |
| 30 juin 1990     | Göteborg        | Suède       | Eriksberg Stadium                |
| 3 juillet 1990   | Paris           | France      | Palais omnisports de Paris-Bercy |
| 4 juillet 1990   | Paris           | France      | Palais omnisports de Paris-Bercy |
| 6 juillet 1990   | Paris           | France      | Palais omnisports de Paris-Bercy |
| 10 juillet 1990  | Rome            | Italie      | Stade Flaminio                   |
| 13 juillet 1990  | Turin           | Italie      | Stadio delle Alpi                |
| 15 juillet 1990  | Munich          | Allemagne   | Reimer Reitstadion               |
| 17 juillet 1990  | Dortmund        | Allemagne   | Westfalenhallen                  |
| 20 juillet 1990  | Londres         | Royaume-Uni | Wembley Stadium                  |
| 21 juillet 1990  | Londres         | Royaume-Uni | Wembley Stadium                  |
| 22 juillet 1990  | Londres         | Royaume-Uni | Wembley Stadium                  |
| 24 juillet 1990  | Rotterdam       | Pays-Bas    | Feyenoord Stadion                |
| 27 juillet 1990  | Madrid          | Espagne     | Stade Vicente Calderón           |
| 29 juillet 1990  | Vigo            | Espagne     | Stade Balaídos                   |
| 1er août 1990    | Barcelone       | Espagne     | Stade Olympique                  |
| 5 août 1990      | Nice            | France      | Stade Charles-Ehrmann            |

## Galerie

### Act 1: Metropolis
|                  |
| Express Yourself |

|                 |
| Open Your Heart |

|                     |
| Causing a Commotion |

|                   |
| Where's The Party |

### Act 2: Religious
|               |
| Like a Virgin |

|               |
| Like a Prayer |

|                          |
| Live to Tell / Oh Father |

|                   |
| Papa Don't Preach |

### Act 3: Dick Tracy
|                 |
| Sooner or Later |

|             |
| Hanky Panky |

|                       |
| Now I'm Following You |

### Act 4: Art Deco
|               |
| Material Girl |

|         |
| Cherish |

|                 |
| Into the Groove |

|       |
| Vogue |

### Encore
|         |
| Holiday |

|                  |
| Keep It Together |

## Diffusions et enregistrements
Deux spectacles ont été réalisés dans le commerce, la représentation du 5 août à Nice (France) fut enregistrée et diffusée sur la chaîne américaine HBO, elle fut réalisée mondialement et exclusivement en Laserdisc par le (nouveau) sponsor officiel de la tournée Pioneer Electronics sous le nom de "Live! - Blond Ambition World Tour 90". Une autre performance à Yokohama au Japon fut enregistrée et réalisée en VHS et Laserdisc sur le marché japonais, le "Blond Ambition - Japan Tour 90". Les représentants de Pioneer ont signé un contrat d'exclusivité avec la chanteuse pour réaliser ce concert en laserdisc uniquement et donc aucune cassette vidéo ou DVD n'ont été commercialisés.
Le spectacle du 1er août à Barcelone en Espagne fut diffusé en Europe (en France sur Antenne 2 début août 1990, en simultané et en stéréo sur NRJ) et en Australie, dans cette version plus connue par les fans, Madonna fait quelques erreurs dans les paroles de Sooner or Later et Material Girl. Madonna n'est plus coiffée de son postiche et avait décidé de se coiffer comme Jean-Paul Gaultier l'avait suggéré pour lui faire honneur lors de son périple en Europe. À Paris, c'est Alek Keshishian qui filmera le spectacle en couleur pour les besoins du film.
M6 Music diffusa le concert de Nice en 1999.
Finalement, un enregistrement d'une des dates de Houston au Texas, a été récupérée des projections d'écran ont circulé dans la communauté de fans de la chanteuse et dont une vidéo de mauvaise qualité éditée en Allemagne en DVD est finalement commercialisée, cette même vidéo sera en partie diffusée sur MTV lors de l'émission Blond Date, cette version sera également réalisée au Royaume-Uni fin 2007.